# 거제 오량성
거제 오량성(巨濟 烏良城)은 대한민국 경상남도 거제시 사등면에 있는 성이다. 1991년 12월 23일 경상남도의 기념물 제109호 오량성으로 지정되었다가, 2018년 12월 20일 현재의 명칭으로 변경되었다.

## 개요
경상남도 거제시에 있는 오량성은 조선 연산군 6년(1500)에 쌓은 성으로, 둘레는 1172m, 높이 2.61m, 폭 5m정도이고 북쪽과 서쪽이 양호한 상태이다.
성의 형식은 인근의 사등성이나 고현성과 같이 큰돌을 밑에 쌓고 작은돌을 그 위에 올려 쌓았다.
성 안은 대부분 민가가 들어선 마을이고 성 밖은 논으로 사용되고 있으며, 조선 초기 이후의 성의 형태를 살피는데 중요한 자료가 된다.

## 참고 자료
- 오량성 - 국가유산청 국가유산포털